# Уједињена берза цвећа у Алсмеру
Уједињена берза цвећа у Алсмеру Verenigde Bloemenveilingen Aalsmeer (VBA) је кооперативно удружење произвођача са циљем обједињења понуде и потражње под истим кровом. Она представља највећу светску берзу цвећа, а зграда берзе је највећи објекат на свету  (518.000 m²).  Свакодневно се на њој прода око 20 милиона биљака. Дневно нуди своју робу више од 4.000 произвођача, а производе купи 3.600 регистрованих купаца који их продају у сопственим продавницама или већи део (80%) извезу у скоро све земље света (највише у Немачку).

## Историјат
Уједињена берза је основана 1960. године спајањем две аукцијске куће "Bloemenlust" и "C.A.V." једне за резани цвет и друге за лончанице. Цена изградње берзанског комплекса, заједно са ценом земљишта, износила је 300.000.000 D.fl. 
Део ове суме обезбеђен је из помоћи од стране "European Orientation and Guarantee Fund", продајом зграда и капиталом ранијих берзи, део хипотеком (25%) и око 1% од произвођача цвећа.

## О комплексу
Простор берзе је подељен на два дела:

### Департман берзе
Департман има два дела: халу за пријем робе (у оквиру које за сваку групу биљака постоји посебно место: за руже I и II класе, каранфил, јоргован, лончанице и остале биљке) и 6 сала за аукцију (капацитет сваке је 300 купаца; у сали су по два аукциона сата чијим казаљкама се одређује постигнута цена).

### Департман за купце
Чине га хала за расподелу, где се распоређују вагонети према бројевима купаца и допремају до хале за утовар где велики број регистрованих купаца има своје стално место за утовар и канцеларије.

## Начин рада берзе
Пет дана у недељи у раним јутарњим часовима произвођачи доносе своју робу директно и халу за пријем робе на одређено место. Роба се ставља на вагонет са формуларом о предаји. Пре почетка аукције роба се прегледа и на формулар о предаји додаје се број и евентуални коментари од стране инспектора.
У 7.00 сати почиње аукција у свим салама. Купац има картицу са кодираним бројем коју убацује у отвор на пулту испред седишта ради идентификације у централном компјутеру. Два аукциона сата раде истовремено, а купац помоћу прекидача на пулту може да се укључи на жељени сат. Поред података које аукционар презентује на дисплеју сата, уз помоћ микрофона саопштава име фирме произвођача, име врсте или сорте која се нуди и коментар о квалитету.
Аукционер покреће казаљку и она се креће од цифре 100 на ниже. Купац који први притисне тастер купио је робу. Његов број се појављује на дисплеју сата. На тај начин се постиже највиша цена на најбржи начин. Преко микрофона купац саопштава детаље: да ли жели целу количину или само део (преостали део се поново лицитира).
Сваки сат је у вези са штампачем на коме се штампа контролна картица за сваку обављену трансакцију са бројем купца, постигнутом ценом и другим детаљима. Истовремено информација се чува у централном компјутеру који их обрађује, у информације за купца и произвођача као и за потребе статистике.
Контролне картице користе се за расподелу робе. Из аукционих сала вагонети са робом и картицама одлазе уз помоћ конвејера до хале за расподелу. Дистрибутери (највећи број радника берзе) расподељује поједине партије робе са аукционих вагонета на дуги низ вагонета са бројевима купаца. Када се вагонет купца напуни шаље се конвејером у халу за утовар. Уз помоћ одговарајућег кода вагонет се ослобађа конвејера на месту за утовар за купца чији је број на вагонету. Купци који немају место за утовар могу да преузму робу у хали за расподелу. Купац робу може да транспортује 15 минута после куповине. Брзина је неопходна  јер резани цвет треба да је исти дан у продаји на великој удаљености, често и на другом континенту.